# Adebola Adeyeye
Adebola Adeyeye, née le 10 novembre 1999 à Brampton au Canada, est une joueuse nigériane internationale de basket-ball.

## Biographie
Adebola Adeyeye est née à Brampton, en Ontario, au Canada.
Au cours de ses études secondaires, elle participe à trois saisons de basket-ball à la Rock School en Floride, occupant le poste de capitaine de l'équipe pendant l'une de ces saisons. Au cours de sa dernière année, elle participe à 28 matchs, obtenant des moyennes de 16,1 points, 17,9 rebonds, 3,0 contres et 2,1 interceptions par match.
De 2019 à 2022, elle  joue pour l'équipe de basket-ball féminin des Bulls de Buffalo, participant à 116 matchs et maintenant des moyennes de 4,8 points et 5,1 rebonds par match tout au long de sa carrière universitaire.

## Palmarès
- Vainqueur du Championnat d'Afrique féminin de basket-ball 2023 avec le Nigeria